# Сопуляк Михайло
Сопуляк Михайло (нар. 4 грудня 1908 — пом. 18 березня 1990, Вайльгайм, Німеччина) — церковний і громадський діяч, український католицький священик, митрат родом з Долинщини (Галичина).
Богословські студії у Львові й Інсбруку; 1940 — 1945 — керівник відділу Суспільної Опіки УЦК, пізніше професор Української духовної семінарії у Гіршбергу (Німеччина) і Кулемборгу (Голландія), з 1949 — у Едмонтоні (Канада): канцлер єпархії, керівник і співредактор газети «Українські вісті». 
Є автором книги "Післанці з таємного світу. Про українського стигматика Степана Навроцького." 1952 року зі співавтором матеріалів Богданом Казимиром. Б. Казимира й о. М. Сопуляк були знайомі тривалий час: разом студіювали у Бельгії й працювали на початку 1950-их років в редакції газети «Українські вісті» в Едмонтоні.